# Leśniczówka Gadka
Leśniczówka Gadka – osada leśna w Polsce położona w województwie świętokrzyskim, w powiecie starachowickim, w gminie Mirzec.